# Тельшяйський район
Тельшяйський район (Тельшяйське районне самоврядування; лит. Telšių rajono savivaldybė) — адміністративна одиниця в  Тельшяйському повіті  Литви.

## Населені пункти
- 2 міста — Тельшяй і Варняй;
- 11 містечок — Ейгірджяй, Гадунавас, Янаполе, Лауко-Сода, Луоке, Нерімдайчяй, Неваренай, Павандене, Трішкяй, Убішке і Жаренай;
- 415 сіл.

Чисельність населення (2001):
- Тельшяй — 31 460
- Трішкяй — 1 555
- Варняй — 1 355
- Райняй — 1 070
- Дегайчяй — 880
- Рішкенай — 854
- Луоке — 777
- Ейгірджяй — 746
- Дусейкяй — 727
- Неваренай — 659

## Адміністративний поділ
Тельшяйський район підрозділяється на 11  староств:
- Варняйське (лит. Varnių miesto ir apylinkės seniūnija; адм. Центр: Варняй)
- Вешвенайське (лит. Viešvėnų seniūnija; адм. Центр: Вешвенай)
- Дегайчяйське (лит. Degaičių seniūnija; адм. Центр: Дегайчяй)
- Гадунавське (лит. Gadūnavo seniūnija; адм. Центр: Гадунавас)
- Жаренайське (лит. Žarėnų seniūnija; адм. Центр: смажена)
- Луокеське (лит. Luokės seniūnija; адм. Центр: Луоке)
- Няваренайське (лит. Nevarėnų seniūnija; адм. Центр: Няваренай)
- Рішкенайське (лит. Ryškėnų seniūnija; адм. Центр: Рішкенай)
- Тельшяйське міське (лит. Telšių miesto seniūnija; адм. Центр: Тельшяй)
- Трішкяйське (лит. Tryškių seniūnija; адм. Центр: Трішкяй)
- Упінське (лит. Upynos seniūnija; адм. Центр: упину)